# Nikki McKibbin
Katherine Nicole McKibbin, mer känd som Nikki McKibbin, född 28 september 1978 i Grand Prairie i Texas, död 1 november 2020 i Arlington i Texas, var en amerikansk singer-songwriter. År 2002 kom hon trea i den första säsongen av American Idol. Innan hon deltog i programmet medverkade hon i den första säsongen av Pop Stars. År 2007 gav hon ut sitt debutalbum Unleashed.
McKibbin avled 1 november 2020 efter att hon fyra dagar tidigare hade drabbats av artärbråck.